# Línea 4DR (Suburbanos Montevideo)
La línea 4DR de la red de transporte  suburbano de Montevideo une la terminal Baltasar Brum con Canelón Chico o Santa Isabel.

## Creación
Desde sus inicios fue operada por la entonces Cooperativa Obrera de Transporte, recibiendo la denominación coloquial de 4D rojo, con el fin de distinguirla del recorrido de la entonces línea 4D negro.  La cooperativa CODET fue su único operador hasta el año 2007, año en el que se realizó una reestructura en el transporte suburbano y debido a las complicaciones que dicha cooperativa atravesaba, fue cesada de sus actividades y sus líneas, incluyendo esta, pasaron a manos de la Cooperativa de Obreros y Empleados del Transporte Colectivo, quien la opera hasta el presente, pasando a denominarse como 4DR. En el año 2016 esta línea (a diferencia de la 4D y las demás suburbanas) tuvo una modificación significativa, cambiando su ruta habitual debido a algunas propuestas realizadas por parte de COETC, una de ellas tuvo éxito y la 4DR comenzó a circular por los barrios Reus y Goes de Montevideo. En el año 2019 se realiza una nueva modificación en su ruta, circulando por la Avenida General Venancio Flores y Bulevar José Batlle y Ordóñez, para luego circular por la Avenida Garzón y el corredor homónimo.